# Saint-Thomas (Aisne)
 Saint-Thomas  es una población y comuna francesa, en la región de Picardía, departamento de Aisne, en el distrito de Laon y cantón de Craonne.

## Demografía
| 97 | 98 | 81 | 91 | 80 | 66 |
| Para los censos de 1962 a 1999 la población legal corresponde a la población sin duplicidades (Fuente: INSEE [Consultar]) |    |    |    |    |    |